# Parque Natural do Douro Internacional
O Parque Natural do Douro Internacional é um parque natural que abrange a área em que o rio Douro constitui a fronteira entre Portugal e Espanha, bem como o rio Águeda, afluente do Douro. Inclui áreas dos municípios de Mogadouro, Miranda do Douro, Freixo de Espada à Cinta e Figueira de Castelo Rodrigo. Classificado pelo Decreto-Lei nº 8/98, de 11 de Maio.

## Fauna

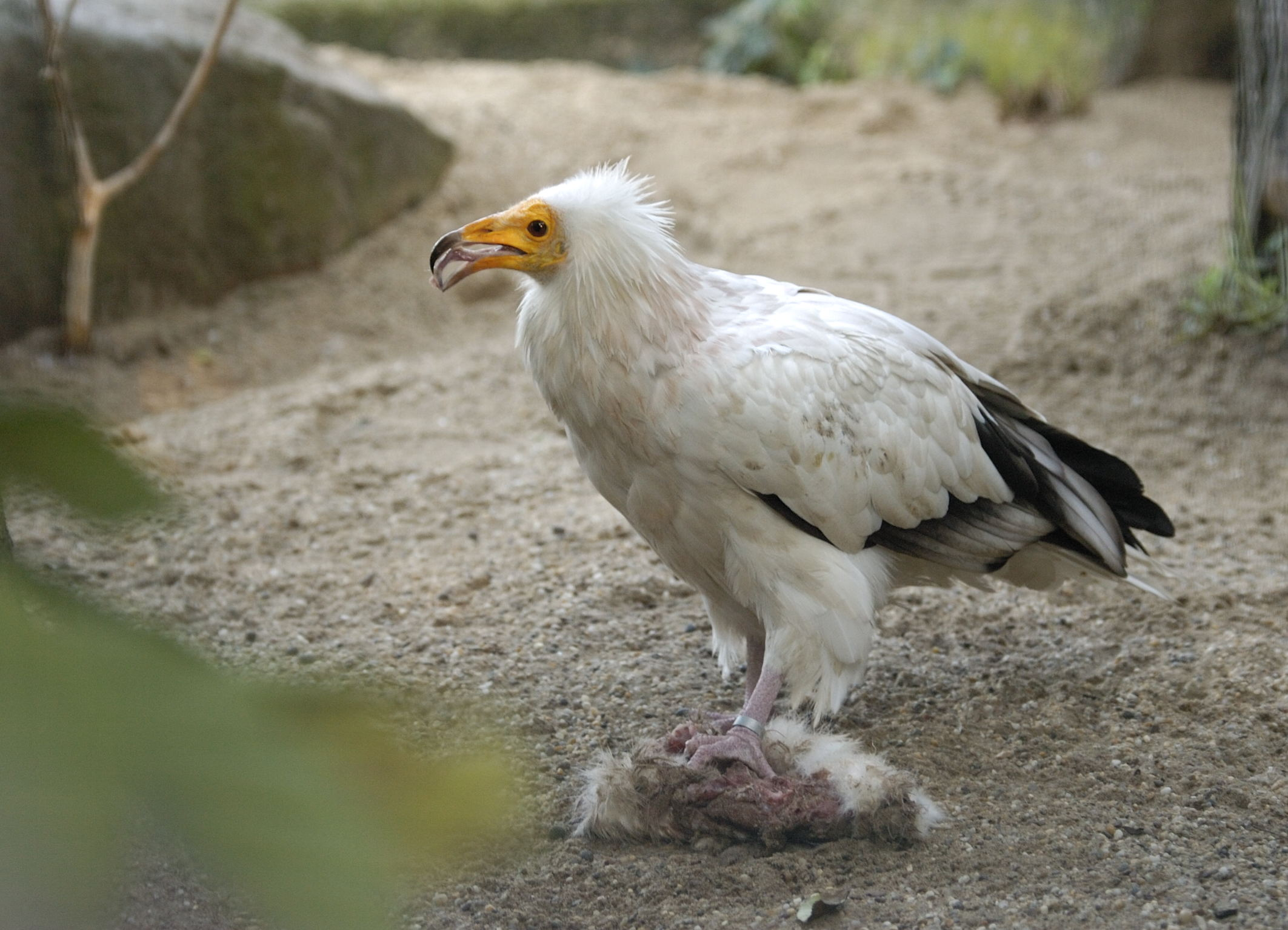
Abutre-do-Egipto
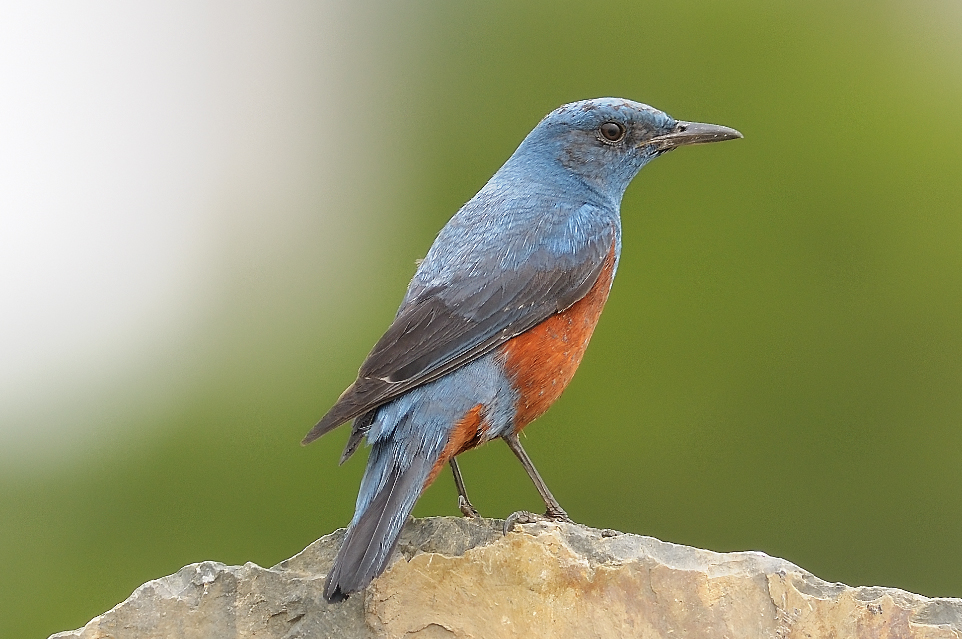
Melro-azul
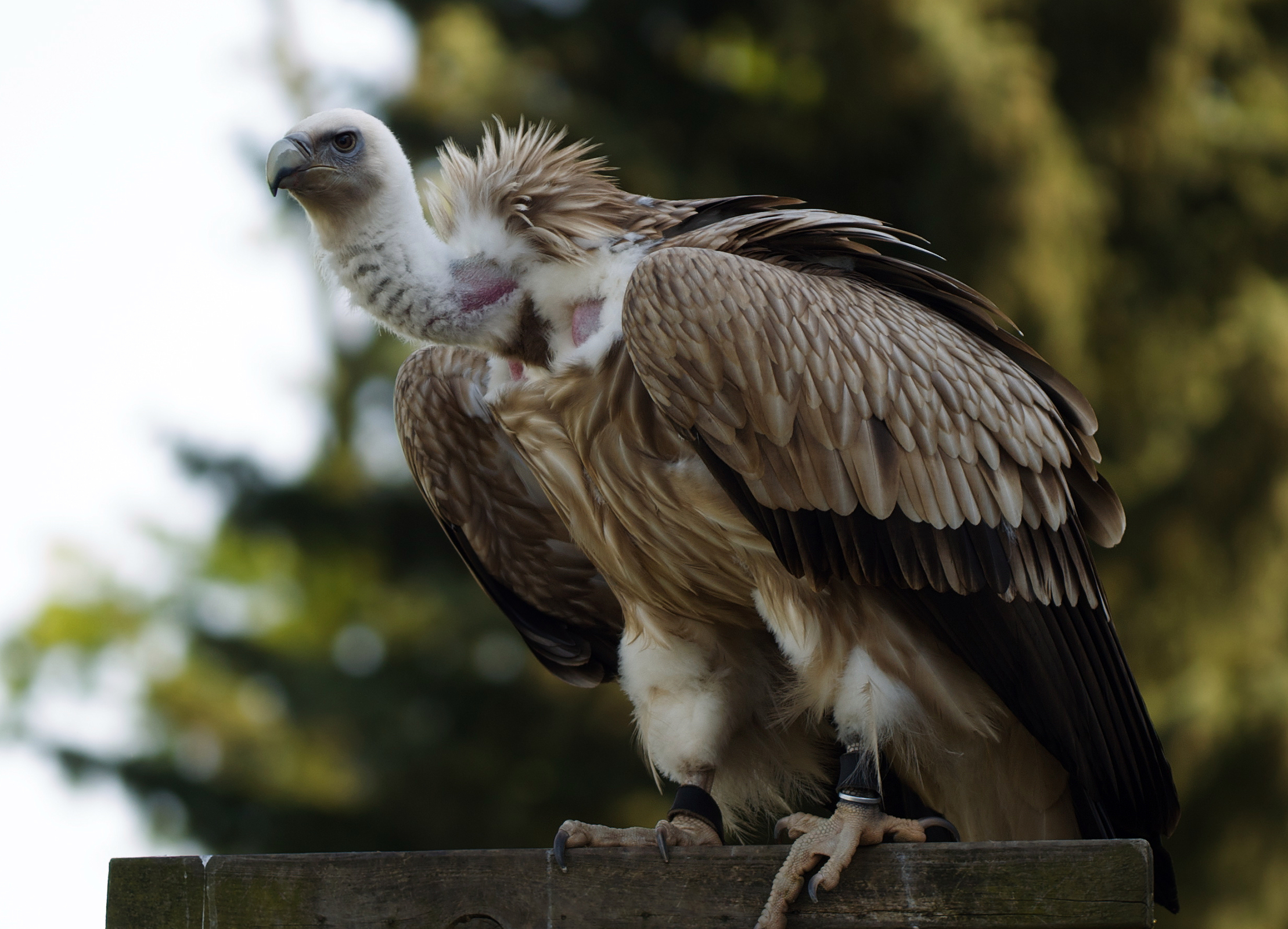
Grifo
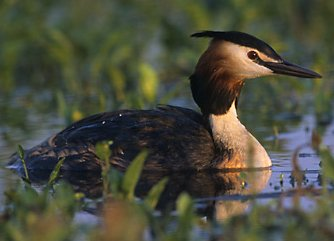
Mergulhão-de-crista
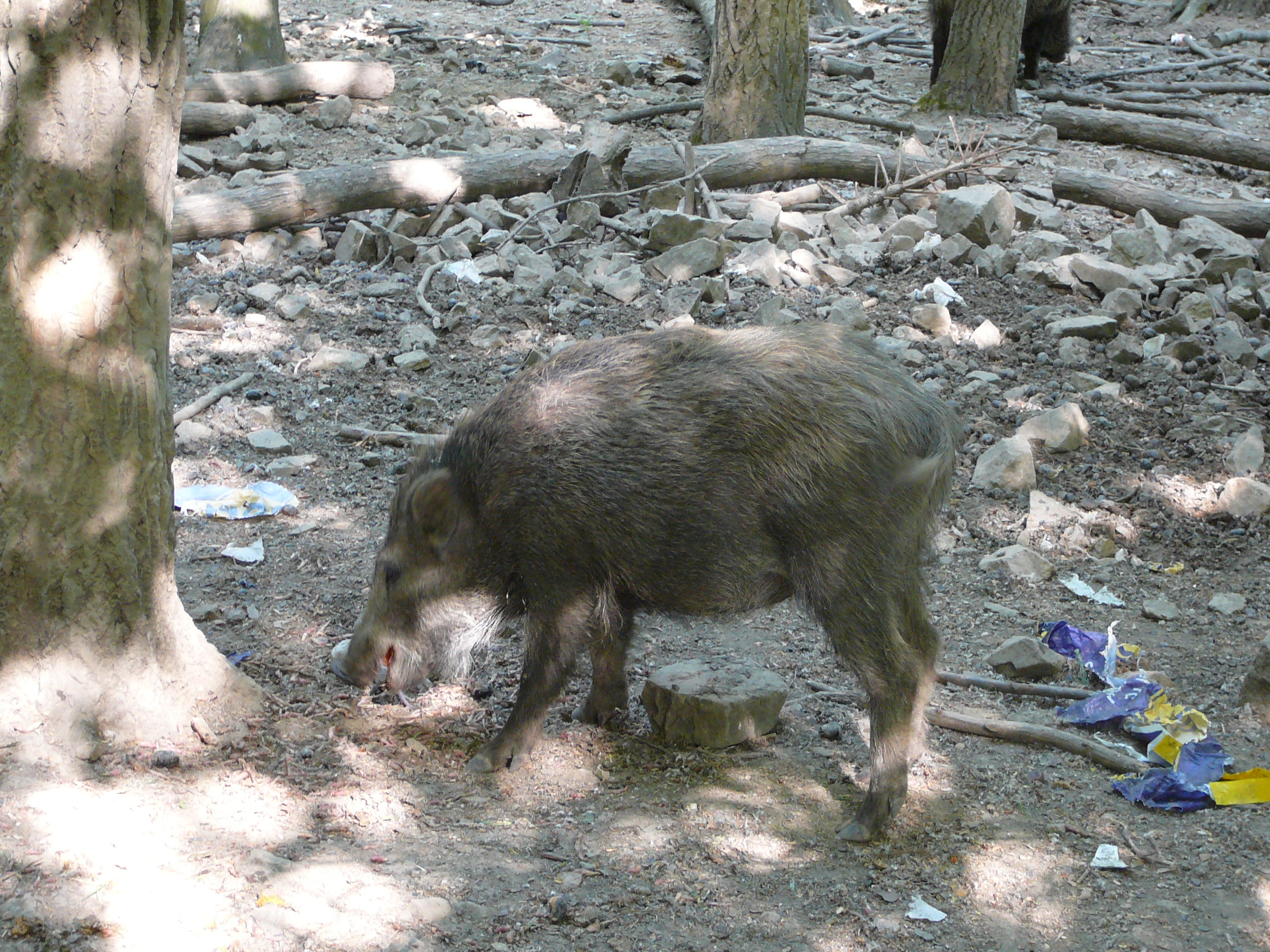
Javali
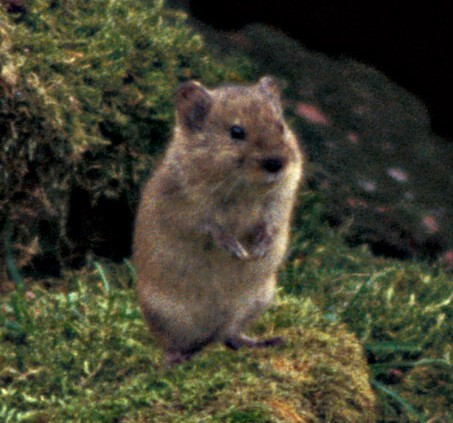
Rato-de-cabrera
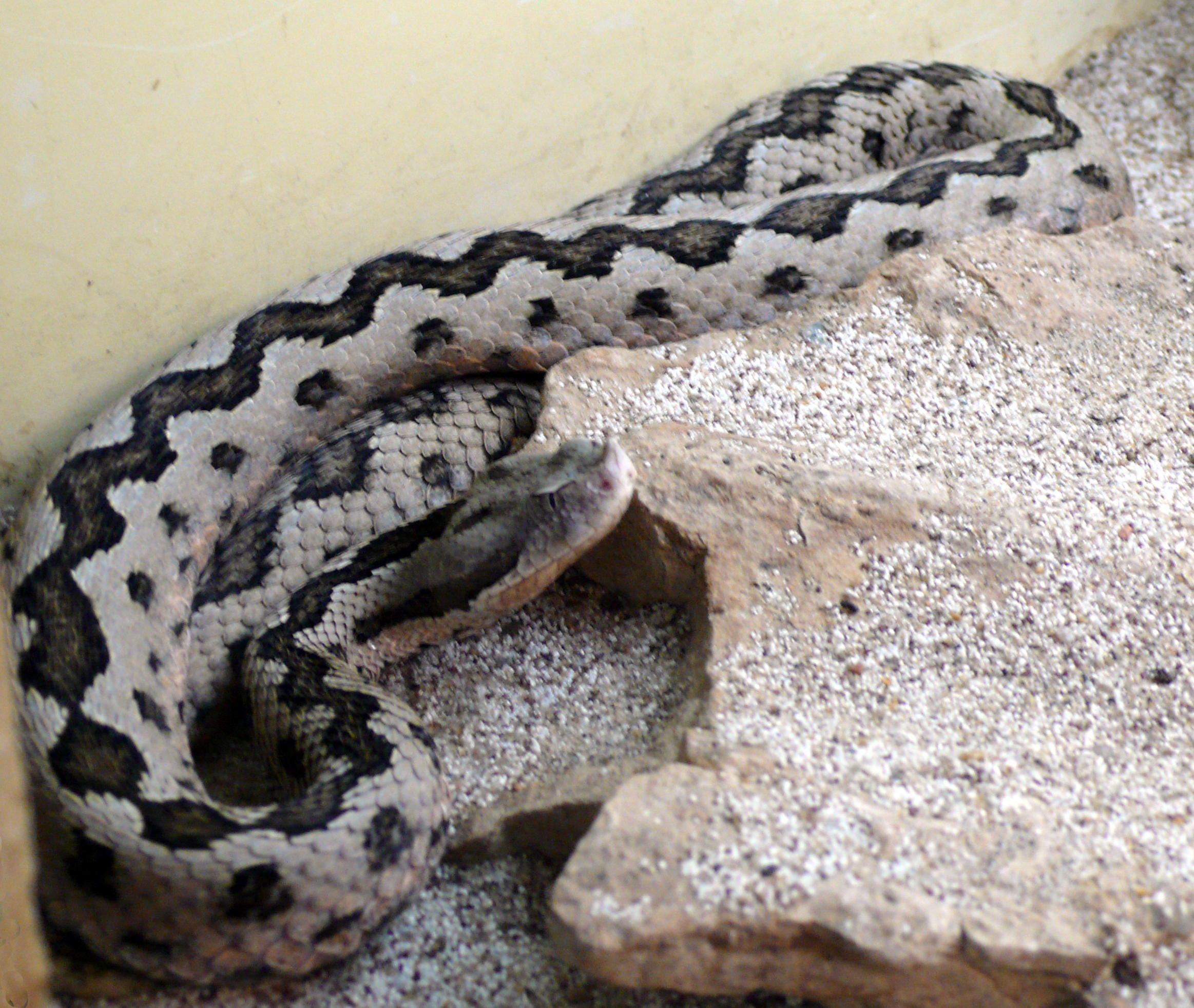
Víbora-cornuda
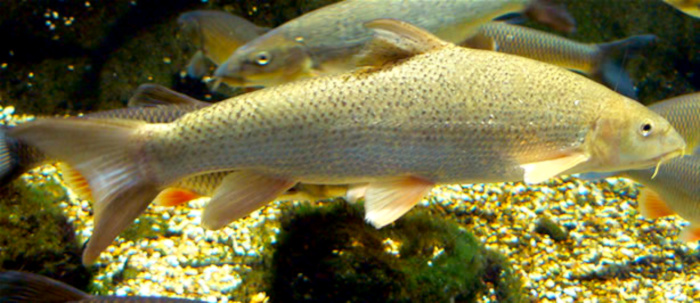
Barbo